# 井上力
井上 力（いのうえ ちから、1957年〈昭和32年〉6月15日 - ）は、日本の海上自衛官。最終階級は海将。防大24期。

## 略歴
青森県八戸市出身。防衛大学校（第24期）を卒業し、海上自衛隊に入隊。入隊後は主に艦艇や海上幕僚監部等で勤務したのち、第4護衛隊群司令、練習艦隊司令官、自衛艦隊司令部幕僚長、統合幕僚監部運用部長等の要職を歴任し、2012年（平成24年）7月から舞鶴地方総監を務め、2014年（平成26年）10月14日、第43代横須賀地方総監に任命された。2015年（平成27年）12月1日に退官。

## 年譜
- 1980年（昭和55年）3月：防衛大学校第24期卒業、海上自衛隊入隊
- 1995年（平成07年）
  - 1月：2等海佐に昇任
  - 3月：護衛艦「はたかぜ」砲雷長兼副長
- 1996年（平成08年）3月：統合幕僚会議事務局第5幕僚室勤務
- 1998年（平成10年）7月1日：護衛艦「しらゆき」艦長
- 2000年（平成12年）
  - 1月1日：1等海佐に昇任
  - 8月1日：統合幕僚学校教官
- 2001年（平成13年）5月1日：海上幕僚監部人事教育部教育課学校班長
- 2003年（平成15年）8月1日：第2護衛隊司令
- 2005年（平成17年）
  - 3月25日：海上幕僚監部防衛部運用課運用調整官
  - 12月5日：海上幕僚監部防衛部運用課長
- 2006年（平成18年）
  - 3月27日：海上幕僚監部防衛部運用支援課長
  - 12月6日：海将補に昇任、第4護衛隊群司令
- 2007年（平成19年）12月3日：練習艦隊司令官
- 2008年（平成20年）12月1日：護衛艦隊司令部幕僚長
- 2009年（平成21年）7月21日：海上幕僚監部監察官
- 2010年（平成22年）7月26日：自衛艦隊司令部幕僚長
- 2011年（平成23年）8月5日：海将に昇任、統合幕僚監部運用部長
- 2012年（平成24年）7月26日：第47代 舞鶴地方総監に就任
- 2014年（平成26年）10月14日：第43代 横須賀地方総監に就任
- 2015年（平成27年）12月1日：退官。
- 2016年（平成28年）3月1日：三井造船株式会社顧問に就任[1]
- 2022年（令和04年）6月：公益財団法人三笠保存会理事長に就任[2]